# Autoroute A12 (Francia)
L’autoroute A12 è un'autostrada francese che si dirama dall'autostrada A13.